# Pavel Francouz (Eishockeyspieler)
Pavel Francouz (* 3. Juni 1990 in Pilsen) ist ein ehemaliger tschechischer Eishockeytorwart. Er lief zwischen 2018 und 2023 für die Colorado Avalanche in der National Hockey League (NHL) auf, bevor er seine Karriere verletzungsbedingt frühzeitig beenden musste. Mit dem Team gewann er in den Playoffs 2022 den Stanley Cup.

## Karriere
Pavel Francouz wurde in Pilsen geboren und durchlief in seiner Jugend die Nachwuchsabteilungen des HC Plzeň aus seiner Heimatstadt. In der Saison 2008/09 verzeichnete er als 18-Jähriger seine ersten 15 Partien in der Extraliga, der höchsten Spielklasse Tschechiens. Parallel dazu lief er in dieser Zeit leihweise für den HC Klatovy in der 2. Liga sowie für den HC Tábor und den SK Horácká Slavia Třebíč in der 1. Liga auf. 2010 wechselte er fest zum HC Slovan Ústečtí Lvi, mit dem er den Meistertitel der 1. Liga errang, den Aufstieg in die Extraliga jedoch verpasste. Dorthin kehrte der Tscheche erst mit Beginn der Spielzeit 2012/13 zurück, als er vom HC Litvínov verpflichtet wurde. Dort entwickelte er sich zum unumstrittenen Stammtorhüter und führte das Team im Jahre 2015 zum tschechischen Meistertitel. In den Playoffs verzeichnete er dabei vier Shutouts sowie eine Fangquote von 95,3 %, sodass er als wertvollster Spieler ausgezeichnet wurde.
Diese Leistungen machten Francouz auch außerhalb seiner tschechischen Heimat begehrt, sodass er zur Saison 2015/16 in die Kontinentale Hockey-Liga (KHL) zum HK Traktor Tscheljabinsk wechselte. Dort bestätigte er die statistischen Leistungen der Vorjahre und wurde somit am Ende der Spielzeit 2017/18 als bester Torhüter der Liga geehrt und darüber hinaus ins All-Star Team der KHL gewählt. Im Vorjahr hatte er sein Team bereits beim KHL All-Star Game vertreten. Im Mai 2018 unterzeichnete der Torwart schließlich einen Einstiegsvertrag bei der Colorado Avalanche aus der National Hockey League (NHL). Einen Stammplatz konnte er sich dort gegenüber Semjon Warlamow und Philipp Grubauer vorerst nicht erspielen, sodass er – von zwei NHL-Einsätzen abgesehen – überwiegend für das Farmteam der Avalanche in der American Hockey League (AHL) auf dem Eis stand, die Colorado Eagles. Da Warlamow Colorado im Sommer 2019 verließ, wurde angenommen, dass Francouz mit Beginn der Saison 2019/20 fest als Backup von Grubauer im Kader der Avalanche stehen soll. Dies erfüllte sich in der Folge, wobei Francouz nur zwei Partien weniger (34) als der Deutsche bestritt. Die Folgesaison 2020/21 verpasste der Tscheche allerdings komplett aufgrund einer Verletzung. Anschließend ordnete er sich als nominell zweiter Torhüter hinter Darcy Kuemper ein, bevor das Duo mit Colorado in den Playoffs 2022 den Stanley Cup gewann.
Nachdem Francouz allerdings auch die gesamte Spielzeit 2023/24 verletzungsbedingt verpasst hatte, gab er aufgrund anhaltender gesundheitlicher Probleme im April 2024 das Ende seiner aktiven Karriere bekannt.

### International

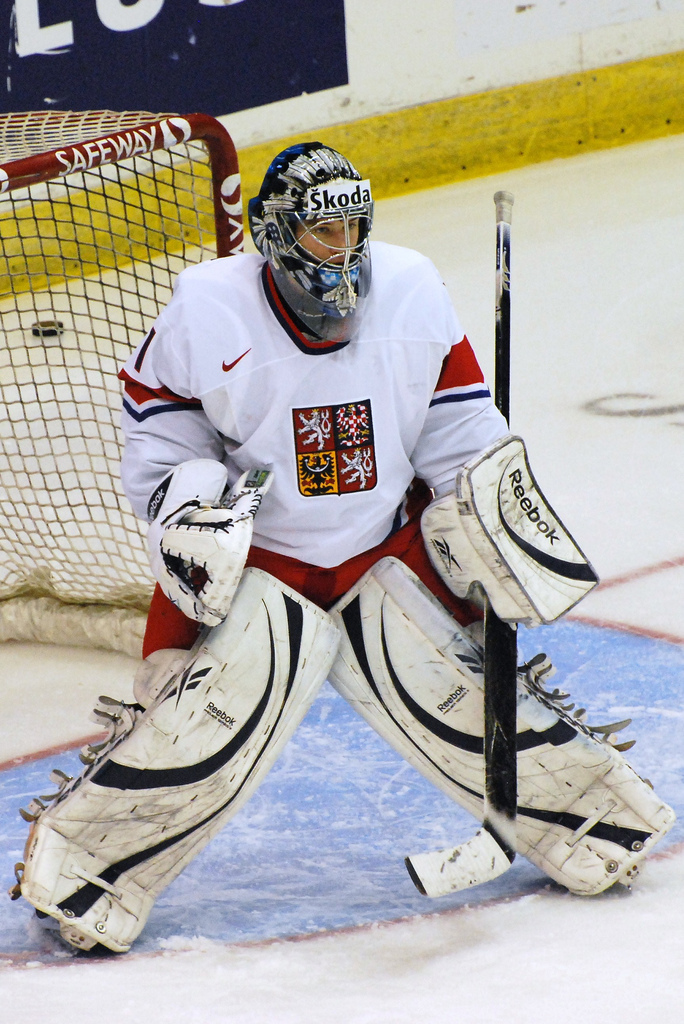
Francouz im Trikot der U20-Nationalmannschaft (2009)

Sein erstes großes internationales Turnier bestritt Francouz mit der U18-Weltmeisterschaft der Division I 2008, bei der ihm mit der tschechischen Auswahl prompt die Rückkehr in die Top-Division gelang. Anschließend stand er für die U20-Nationalmannschaft seines Heimatlandes bei der U20-Weltmeisterschaft 2010 auf dem Eis, ehe er sein Debüt bei der A-Nationalmannschaft im Rahmen der Weltmeisterschaft 2013 gab. In den folgenden Jahren war er bei den Weltmeisterschaften 2014, 2016, 2017, 2018 und 2019 regelmäßig im tschechischen Kader vertreten, verpasste mit dem Team jedoch bisher einen Medaillenrang. Darüber hinaus vertrat Francouz sein Heimatland bei den Olympischen Winterspielen 2018, bei denen er das Team als Stammtorhüter bis ins Halbfinale führte, dort jedoch an den Olympischen Athleten aus Russland scheiterte und schließlich den vierten Platz belegte.

## Erfolge und Auszeichnungen
| - 2011 Meister der 1. Liga mit dem HC Slovan Ústečtí Lvi - 2015 Tschechischer Meister mit dem HC Litvínov - 2015 MVP der Extraliga-Playoffs | - 2017 Teilnahme am KHL All-Star Game - 2018 Bester Torhüter und All-Star Team der KHL - 2022 Stanley-Cup-Gewinn mit der Colorado Avalanche |

### International
- 2008 Aufstieg in die Top-Division bei der U18-Weltmeisterschaft der Division I

## Karrierestatistik

### International
Vertrat Tschechien bei:
| - U18-Junioren-Weltmeisterschaft der Division I 2008 - U20-Junioren-Weltmeisterschaft 2010 - Weltmeisterschaft 2013 - Weltmeisterschaft 2014 - Weltmeisterschaft 2016 | - Weltmeisterschaft 2017 - Olympischen Winterspielen 2018 - Weltmeisterschaft 2018 - Weltmeisterschaft 2019 |

(Legende zur Torhüterstatistik: GP oder Sp = Spiele insgesamt; W oder S = Siege; L oder N = Niederlagen; T oder U oder OT = Unentschieden oder Overtime- bzw. Shootout-Niederlage; Min. = Minuten; SOG oder SaT = Schüsse aufs Tor; GA oder GT = Gegentore; SO = Shutouts; GAA oder GTS = Gegentorschnitt; Sv% oder SVS% = Fangquote; EN = Empty Net Goal; 1 Play-downs/Relegation; Kursiv: Statistik nicht vollständig)